# جاير دا روسا بنتو
جاير دا روسا بنتو (بالبرتغالية: Jair Rosa Pinto) مواليد 21 مارس 1921 في البرازيل - الوفاة 28 يوليو 2005 في البرازيل، كان لاعب ومدرب كرة قدم برازيلي، كان يلعب في مركز الوسط والهجوم. سبق له أن لعب في كأس العالم لكرة القدم مع منتخب بلاده في مونديال 1950. لعب خلال مسيرته 900 مباراة سجل خلالها 461 هدفاً.

## المسيرة الاحترافية

### أندية لعب لها
- نادي فاسكو دا غاما
- نادي فلامنغو
- نادي بالميراس
- نادي سانتوس
- نادي ساو باولو
- نادي بونتي بريتا

## روابط خارجية
- جاير دا روسا بنتو على موقع الاتحاد الدولي (مؤرشف)  (الإنجليزية)
- جاير دا روسا بنتو على موقع قاعدة بيانات كرة القدم.إي يو (الإنجليزية)
- جاير دا روسا بنتو على موقع ناشيونال فوتبول تيمز (الإنجليزية)
- جاير دا روسا بنتو على موقع Soccerway.com (الإنجليزية)
- جاير دا روسا بنتو على موقع عالم كرة القدم.نت (الإنجليزية)